# Manfredi Porena
Manfredi Porena (Roma, 6 settembre 1873 – Roma, 2 ottobre 1955) è stato un filologo italiano.

## Biografia
Durante l'adolescenza si trasferì con la famiglia a Napoli, nella cui Università il padre Filippo Porena aveva ottenuto la cattedra di Geografia. In questa città, insieme con il fratello Amerigo, che divenne allievo del pittore Domenico Morelli, si dedicò per qualche tempo anch'egli alla pittura, che abbandonò per gli studi letterari, svolti all'Università di Napoli. Fu infatti allievo di Francesco D'Ovidio (che si prodigò molto per facilitargli la carriera) - e di Bonaventura Zumbini, con il quale si laureò in Lettere presentando una tesi su Vittorio Alfieri.
Dapprima insegnante di Liceo, dal 1910 fu professore di Letteratura Italiana all'Istituto Superiore di Magistero di Roma, successivamente Facoltà di Magistero, dell'Università di Roma, della quale divenne preside. Membro dell'Accademia d'Italia e presidente del neo-costituito Centro Leopardiano di Recanati, si ritirò dall'insegnamento nel 1944, e nel 1947 divenne socio dell'Accademia dei Lincei.
Autore di numerosi scritti letterari, Porena è particolarmente noto per i suoi studi danteschi e per i commenti alla Divina Commedia, che furono a lungo impiegati come fortunati manuali scolastici. Presso la Scuola Normale Superiore di Pisa si è costituito l'Archivio Porena, comprendente oltre 500 lettere, a lui inviate da importanti studiosi del tempo e dai discendenti di Giacomo Leopardi.

## Vita privata
Sposò Carolina, la figlia di Francesco D'Ovidio,  nel 1902.

## Opere
I saggi letterari di Manfredo Porena sono in gran parte disseminati su riviste e periodici. Qui di seguito si fornisce una selezione delle sue opere in volume.
- Vittorio Alfieri e la tragedia, Milano, Hoepli, 1904.
- Che cos'è il bello?, Milano, Hoepli, 1905.
- Dello stile: Dialogo, Torino, Bocca, 1907.
- Note di lingue e di stile, Napoli, Tipografia dell'Università, 1908.
- Tutte le poesie di Giacomo Leopardi dal 1816 al 1837, prefazione e commento, Messina, Principato, 1915.
- Prose scelte di Giacomo Leopardi, prefazione e commento, Milano, Hoepli, 1921.
- Vittorio Alfieri, tragedie scelte, prefazione e commento, Firenze, Sansoni, 1924.
- «Il Giorno» e le «Odi scelte» di Giuseppe Parini, introduzione e note, Napoli, Rondinella, 1932.
- La mia «Lectura Dantis», Napoli, Guida, 1932.
- La Divina Commedia, commento, in tre volumi, Bologna, Zanichelli, 1946-1947.